# Memento Mori Hardcore
Memento Mori Hardcore (MMHC) és un grup català de hardcore punk. Al llarg de la seua trajectòria ha compartit escenari amb bandes com No Turning Back, Biohazard, Estricalla i The Baboon Show.

## Membres
- Miki Serramona: veu[4]
- Coli Stigma: guitarra
- Oriol Tarro: bateria

## Discografia
- Mala llet 100% catalana (2012)
- Terra Ferma (2014)
- Mastegot (Grans Records, 2019)